# Narva PSK
Narva PSK (estonsky Narva PSK (Narva Paemurru Spordikool) je amatérský hokejový klub se sídlem v Narvě, který hraje Unibet Hokiliiga. Jeho domovskou arénou je Narva jäähall. Aktuální národní šampion. Nejoblíbenější klub v Estonsku.

## Historie
Krenholm z Narvy byl jedním z nejuznávanějších hokejových klubů v Estonsku. Poprvé se stal šampionem v roce 1967. Před rozpadem SSSR byl 8krát mistrem. Během let nezávislosti se stal šampionem ještě 8krát.
Kvůli finančním problémům byl klub v roce 2010 rozpuštěn, ale v roce 2011 byl znovu vytvořen jako Narva PSK.
V únoru 2016 se stal mistrem Estonska s předstihem. V březnu 2017 tým znovu získal zlaté medaile a na podzim téhož roku soutěžil na Kontinentálním poháru v ledním hokeji 2017/2018, ale neprošel druhým kolem kvalifikace a skončil čtvrtý ve skupině.
V roce 2024, o sedm let později, dokázali hokejisté Narvy vyhrát estonský šampionát a znovu budou zemi reprezentovat na Kontinentálním poháru v ledním hokeji 2024/2025 ve skupině B, jehož zápasy se odehrají v Narvě.

## Vítězství
Zlato estonského mistrovství (19): 1967, 1969, 1971, 1973, 1975, 1986, 1988, 1990, 1991, 1992, 1993, 1994, 1995, 1996, 1998, 2001, 2016, 2017, 2024
Stříbro estonského mistrovství (14): 1968, 1970, 1974, 1980, 1981, 1987, 1997, 1999, 2000, 2002, 2003, 2004, 2015, 2019
Bronz estonského mistrovství (10): 1982, 1983, 1984, 1985, 1989, 2005, 2007, 2008, 2013, 2014

## Věkové skupiny PSK na mistrovství Estonska a jejich výsledky[5]
| Skupina | Počet hráčů | Trenér               | Umístěte do skupiny |
| ------- | ----------- | -------------------- | ------------------- |
| Unibet  | 28          | Ilja Ilin            | 1                   |
| U20     | 21          | Vladimir Tsiprovski  | 2                   |
| U17     | 20          | Vladimir Tsiprovski  | 2                   |
| U14-1   | 15          | Aleksandr Šljapnikov | 2                   |
| U14-2   | 15          | Aleksandr Šljapnikov | 3                   |
| U12-1   | 12          | Rais Davletkildejev  | -                   |
| U12-2   | 11          | Rais Davletkildejev  | -                   |
| U10-1   | 14 + 14     | Igor Ossipenkov      | -                   |
| U8      | 13 + 14     | Ilja Ilin            | -                   |

| Skupina | Počet hráčů | Trenér               | Umístěte do skupiny |
| ------- | ----------- | -------------------- | ------------------- |
| Unibet  |             | Ilja Ilin            |                     |
| U19     |             | Vladimir Tsiprovski  |                     |
| U16     |             | Aleksandr Šljapnikov |                     |
| U14     |             |                      |                     |
| U12-1   |             |                      | -                   |
| U10-1   |             |                      | -                   |
| U8      |             |                      | -                   |

## Slavní trenéři
- Alexander Romantsov
- Rais Davletkildejev
- Vladimir Tsiprovski
- Aleksander Kolpakov
- Igor Ossipenkov
- Aleksandr Šljapnikov